# Laje (Oeiras)
A Laje é uma pequena localidade do ocidente da freguesia de Porto Salvo, em Oeiras. Encontra-se no vale da ribeira do mesmo nome, sendo atravessada por um dos seus afluentes, a ribeira de Polima (ou Freiria), e tendo como limites a fronteira entre os concelhos de Oeiras e Cascais, a ribeira da Laje e a A5. Originalmente um conjunto de pequenas quintas, a área onde se insere atualmente sofreu uma urbanização extensa e de génese ilegal devido à expansão demográfica dos anos 60 e 70 do século XX em Portugal.
Originalmente de cariz rural, o lugar dividia-se na Laje de Cima (onde se encontrava a aldeia e casal) e na Laje de Baixo (junto ao limite do reguengo de Oeiras, pontilhada por azenhas e quintas), tendo depois complementado a atividade agrícola com a exploração de pedra, de modo a abastecer a construção do Palácio do Marquês de Pombal.

Limita a nordeste com o Casal da Choca, a leste com Porto Salvo (Lagoas Park), a sul com a Estação Agronómica Nacional e a oeste com o Arneiro e Pinhal, Outeiro de Polima e Casal de Freiria.